# Горожанкин, Игорь Юрьевич
И́горь Ю́рьевич Горожа́нкин (укр. Ігор Юрійович Горожанкін; род. 30 сентября 1957, Кировоград) — советский футболист, по завершении выступлений ставший футбольным арбитром. Обслуживал матчи чемпионата Украины. Арбитр ФИФА.

## Биография
Начинал футбольную карьеру на позиции вратаря. В 16 лет попал в кировоградскую «Звезду», одним из тренеров которой был его отец Юрий Горожанкин, однако в основном составе не заиграл, после чего был призван в армию. По возвращении из вооружённых сил, не имея возможности выиграть конкуренцию у вратарей «Звезды» Валерия Музычука, Михаила Михайлова и Леонида Колтуна, стал игроком любительского клуба «Радист» из Кировограда. Выступал за клубы из Мурманска, Бобруйска, а позже — за хмельницкое «Подолье». Там получил травму колена, после чего переквалифицировался в полузащитника. Играл в чемпионате Кировоградской области, где забил 28 голов за сезон, после чего получил приглашение от Бориса Петрова, бывшего в то время начальником кировоградской «Звезды». Отец Игоря, Юрий Горожанкин тогда находился на должности главного тренера кировоградцев, поэтому партийное руководство сочло такую ситуацию неприемлемой. В связи с этим заиграть в «Звезде» не получилось и Игорь Горожанкин принял решение завершить выступления.

### Карьера арбитра
По завершении карьеры футболиста, по приглашению Льва Саркисова посетил сборы футбольных арбитров. Стал судьёй в 1986 году. В 1991 году, в качестве лайнсмена, обслуживал игры первой лиги чемпионата СССР, а в следующем году, в первом чемпионате Украины работал уже на позиции главного судьи, на матчах первой лиги. В высшем дивизионе чемпионата Украины в качестве главного арбитра дебютировал в сезоне 1992/93, 7 мая 1993 года, в матче между луганской «Зарёй-МАЛС» и запорожским «Металлургом». Всего, в период с 1993 по 2001 год обслужил 84 матча Высшей лиги чемпионата Украины. В 1995 году, на позиции ассистента арбитра отработал на финальном матче кубка Украины. Арбитр ФИФА с 1997 года. В 1999 году обслужил квалификационный матч Лиги Чемпионов, между араратским «Цементом» и вильнюсским «Жальгирисом». Также судил матчи Кубка Интертото и Кубка Содружества.
Судейскую карьеру завершил в 2001 году. В 2005 году стал вице-президентом кировоградской «Звезды», однако проработал на этой должности всего год, после чего клуб из-за финансовых проблем прекратил существование. Затем иммигрировал в Израиль, где работал крановщиком. В 2014 году переехал в Канаду.